# Chiloscyphus polyblepharis
Chiloscyphus polyblepharis là một loài Rêu trong họ Lophocoleaceae. Loài này được Spruce mô tả khoa học đầu tiên năm 1885.